# North Ockendon
North Ockendon is een wijk in het Londense bestuurlijke gebied Havering, in de regio Groot-Londen.